# Pablo Montesino y Cáceres
Pedro Pablo Montesino y Cáceres, (Fuente el Carnero, Lleó, 1781 - Madrid, 15 de desembre de 1849) fou un pedagog, metge i polític castellanolleonès.

## Biografia
Com el seu pare es dedicà a la medicina. Estudià a la Universitat de Valladolid entre 1795 i 1796.Posteriorment, obtingué el grau de batxiller a la Universitat de Salamanca l'any 1800. Prosseguí allà mateix els estudis de medicina i el 1806 es llicenciava en aquesta especialitat. Passà a ser metge de Valencia de Alcántara, a Extremadura. Durant la Guerra del Francès formà part com a metge de l'exèrcit d'Extremadura que lluitava contra l'ocupació napoleònica. El 1814, acabada la guerra, exerceix de director mèdic al balneari de Ledesma i més tard passà a ser-ho del balneari d'Alange.
Home d'ideals progressistes, fou diputat a les Corts durant el Trienni Liberal. Sota el dubte de la fidelitat constitucional de Ferran VII. Finalment, les Corts deposaren el rei. Montesino formà part del grup de metges que acreditaren la incapacitat del Borbó. Però, un exèrcit absolutista en viat per França, els "Cent Mil Fills de sant Lluís", envaí el regne i Ferran fou reposat com a rei absolutista. El qual emprengué una dura i cruel repressió i depuració descrita per Pérez Galdós a El terror de 1824. La qual afectà polítics, professors i mestres, funcionaris, militars i estudiants. Condemnant a mort a tots els diputats de les Corts. Fugint, doncs, de la persecució i la mort, Montesino emprengué el camí de l'exili com milers de persones. Es traslladà a Londres i, més tard, a l'illa de Jersey. On es dedica a l'educació dels seus fills i on encetà les seves reflexions, estudis i propostes educatives. No retornà a Espanya fins a la mort de Ferran VII el 1833. En què l'amnistia i els governs liberals conservadors obrien una nova època.
Durant el seu exili anglès, Montesino, estudià en profunditat el pensament i les propostes de Johann Heinrich Pestalozzi que eren ben present en les més innovadores institucions educatives britàniques. També conegué l'aplicació dels mètodes de Andrew Bell i Joseph Lancaster així com les institucions d'educació infantil iniciades per Robert Owen. Experiència que Montesino aplegà al seu Manual para los maestros de escuelas de párvulos. Aquest exili permeté a Montesino conèixer el nous corrent educatius que s'obrien per Europa i dels quals havia quedat impermeabilitzada l'Espanya de l'absolutisme. Desplegà una gran activitat reformadora i organitzadora en el camp educatiu. Coincidint en la construcció del sistema educatiu que el liberalisme impulsà durant els anys següents, malgrat la situació conflictiva de la guerra carlina. Formà part de la comissió creada el 1834 per dissenyar un Pla general d'instrucció primària. El 1836 s'integrà com a membre de la Direcció General d'Estudis des de la qual intentà posar en marxa les idees concebudes i les realitzacions observades al Regne Unit.
Fou fundador i un actiu membre la Sociedad para Propagar y Mejorar la Educación del Pueblo, creada en 1838 per impulsar la creació d'escoles per a pàrvuls. Fou nomenat director del primer parvulari creat a l'Estat, l'escola lancasteriana de Virio el 1838. Va ser el principal promotor i primer director del Seminari Central de Mestres del Regne amb què es fundava la primera escola normal de magisteri espanyola.
Intervingué de forma destacada a la redacció de Llei i el Reglament de l'Instrucció Primària de 1838. Montesino, a través d'aquest reglament, va aportar una nova concepció de l'ensenyament elemental que trencava amb el plantejament tradicional. Fent que aquesta educació primària tingués com a objectiu la "masa general del pueblo" i no es limités una transmissió de coneixements. Incorporant en tots els camps els aspectes religiosos, ètics, intel·lectuals i físics de la persona. Presentant l'educació com la tasca de desenvolupar la persona de l'infant de forma harmònica i completa.
Va ser director del Boletín Oficial de Instrucción Pública des de la seva creació el 1841 fins a 1844. A través del qual va poder orientar i definir nombrosos aspectes que van anant configurant pedagògicament el naixent del sistema educatiu espanyol. També Pablo Montesino, com a membre del Consejo de Intrucción Pública, intervingué en les polítiques que contribuïren a la construcció d'una cultura escolar del seu temps.
Tanmateix, l'acció de Pablo Montesino abastà els camps de la política, la cultura, la sanitat i situació social. Com mostra la seva direcció i política editorial de la "Imprenta Nacional" des de 1836 a 1843, sent membre de la Junta Suprema de Sanitat tenint cura de tallar l'epidèmia de còlera, participant a la Junta d'organització del Cos de Sanitat militar o col·laborant en la reforma dels hospitals.

## Reforma social i educació
Montesino y Càceres fou la personalitat més destacada i influent a l'educació de l'Espanya de la primera meitat del segle xix, però també inicià importants reformes en altres àmbits socials.
Davant la greu situació de la societat i especialment de la majoria de la població espanyola, creia i defensava que la regeneració del país s'aconseguiria mitjançant un pla d'educació racional i d'abast estatal. Esperava que a través de l'educació els espanyols deixessin de «ser instruments i víctimes d'interessos aliens que desconeixen». Per a treballar amb aquest objectiu la primera tasca a fer «és portar-los al fet que pensin per si mateixos», Formar caràcters, formar persones, és, doncs, l'objectiu de la seva pedagogia, així com la clau de la seva reforma social i educativa.

## Obres
- Ligeros apuntes y observaciones sobre la instrucción secundaria o media y la superior o de universidad, Madrid, Sojo, 1836.
- Manual para los maestros de las escuelas de párvulos, Madrid, Imprenta Nacional, 1840. https://books.google.cat/books?id=4BWUoxVX-GYC&printsec=frontcover&dq=manual+para+las+escuelas+de+p%C3%A1rvulos&hl=ca&sa=X&ei=Bm0FUeH8HdGThgfNpYCAAw&ved=0CDIQ6AEwAA#v=onepage&q=manual%20para%20las%20escuelas%20de%20p%C3%A1rvulos&f=false
- Curso de educación. Métodos de enseñanza y de pedagogía,: Madrid, Ministerio de Educación y Ciencia, 1988 (Introducció d' Anastasio Martínez Navarro)
- Liberalismo y educación del pueblo, Madrid, Biblioteca Nueva, 2006. Antologia d'articles publicats al Boletín Oficial de Instrucción Pública (1841-1847) seleccionats per Bernat Sureda.
- Las noches de un emigrado, Obra que ha estat impresa sols parcialment per Joaquín Sama a Montesino y sus obras pedagógicas Barcelona, Bastinos, 1888 i per Anastasio Martínez Navarro “Pablo Montesino: La noches de un emigrado Bordón, núm. 4, 1989, p. 613-679.